# 龗神社
龗神社（おがみじんじゃ）は、青森県八戸市内丸に鎮座する、旧陸奥國八戸藩総鎮守にして、市内最古と言われる神社である。その歴史は記録上では約1000年前の平安後期にまで遡り、伝承を辿るとさらに遡ると判断できる。正しくは法霊山龗神社（ほうりょうさんおがみじんじゃ）といい、法霊神社、法霊山という通称でも呼ばれている。
江戸時代になり盛岡に南部藩が誕生すると、その領内にある八戸城の館神とされていたが、江戸時代初期の1665（寛文5）年に八戸藩が成立すると藩神の地位を得て八戸藩総鎮守となり、大名家南部氏の祈願所となった。それに伴い規模拡張とともに八戸城内二の丸に遷座された事もあり、当時は一般領民は参拝が許されない神社だった。
現在では、市中心部鎮座という場所柄や古来より八戸の総鎮守であるという特性などから、地元の老舗企業や中央大手企業の支社支店などは龗神社の崇敬企業となっている所が多く、地元経済界の一部ではそれを名誉と捉える風潮が事実として存在している。この影響もあり龗神社の崇敬者はとにかく熱狂的な人々が多く、特別視する傾向も根強い。
また、八戸三社大祭（重要無形民俗文化財、ユネスコ世界無形文化遺産）発祥の神社であり、現在も神社が所蔵している御神輿が長者山に渡る事が三社大祭の本来の由緒である。
この神社の「おがみ」の漢字は珍しい文字で、雨かんむりの下に「口」を横並びに3つ、その下に「龍」を書く。
一説によると、源義経の正室と言われる京の久我大臣（こがのおとど）の娘が自害した場所と伝わり、その御霊が祀られているという伝説が伝えられている場所でもある。

## 祭神
- 高龗神
- 法霊大明神
- 八幡町鎮座八幡宮（応神天皇）
- 常海町鎮座月山神社（月読命）
- 沼館村鎮座新川神社（瀬織津比売）

## 歴史
法霊山龗神社の起源には諸説あるが、元来八戸村柏崎地区（現在の八戸市中心地域全般の事）の産土神、そしてこの地域の農業用水などを賄っていた柏崎堤の守護神として創始されたお宮であるという説が有力である。
この創建年代に関しては、大和朝廷による蝦夷征討以降、北東北の地に神社という概念が持ち込まれた頃にはすでに産土信仰は定着していたため、これを創建根拠とするならば後の武家による氏神信仰に由来する神社などよりも古くから存在していたと考えられる事が龗神社が市内で最も古くから存在したとする一つの理由と考えられている。
この創建年代に関しては研究者や郷土史家の間でも見解が分かれており、産土信仰の誕生を類推して弥生期あたりからという説と、文化の流れを考えると飛鳥時代頃が妥当とする説があるが、龗神社では記録上判断できる平安期以前は不明であり、神社として説明できるのはそれ以降の歴史であるという立場をとっている。
しかし、八戸の郷土史家の権威であり、龗神社総代を務めた正部家種康によると、龗神社が義経北行伝説において義経の正室が没した場所と伝えられるのは、公家の姫の品位や体裁に格別の配慮をした結果であり、北郊伝説が実話であっても創作であっても、公家の終着点として選ばれたのは、当時から八戸地方において特別な神として存在し、またその由緒には公家の体裁に恥じる事無いものがあり、その一つとして最古の神という部分が重要であると述べている。
創建当時、産土信仰は土着風習のようなものであったと考えられており、特に神社としての体裁と名前があったかどうかは不明である。その後堤の守護神となった頃には龗神社は岬社（三崎社、御崎社、御前社などと様々な表記がある）と呼ばれており、柏崎・京ヶ崎・八太郎崎の3つの崎に由来していると言われている。当時の鎮座地は現在よりやや南東方面（現在の八戸市内丸3丁目から柏崎方面あたり）に鎮座していたとされている。この頃にはまだ専門的な神職がお宮を守るという事はなく、地域の人々の産土信仰などにより支えられていたと考えられている。
それから時代が鎌倉に移り、現在も神職を務める坂本家の7代目である「法霊」という修験者が、熊野や京都の聖護院などで修行の後、東北地方から青森県内様々な地域を説いてまわりながら八戸に戻った事から現在の龗神社としての縁起が始まっていく事になる。
法霊が八戸に入った時、一帯は日照り続きで作物の栽培に深刻な影響が出ていたため、農民たちは雨乞い祈祷に優れた法霊に依頼し恵みの雨を願ったが、寝食を忘れた命がけの祈祷の甲斐むなしく雨を降らせることができなかったという。
それに心を痛めた法霊は三崎社内の池に自らの身を投げ、自身の命と引き換えに雨を降らせてほしいと願った所、とたんに法霊の御霊が龍に化身し天に登り、にわかに空に暗雲が垂れ込めて恵の雨を降らせたと言い伝えられている。
この御神徳に心から感謝した人々は御霊を三崎社に合祀して法霊明神と崇め、農耕・豊作・降雨晴天の守り神として祀ったとされている。
なお、この頃三崎社は現在の内丸1丁目の辺りに存在していたとされており、その中にあった池に法霊は投身したものとされている。
また京都の聖護院門跡には法霊が修験者として修行を行った記録が現在でも残っており、青森県内ならびに東北地方に点在する法霊（法領、法量など様々な表記がある）という地名は、八戸に至るまでの間に修験者の法霊が説いてまわった地域で、密接な関係があるそうである。
江戸時代に入ると盛岡藩により再建され、盛岡南部氏・八戸南部氏双方の厚い崇敬のもと八戸城の館神として本丸内に遷座された。その後万治元年（1658年）南部藩2代藩主南部重直より20石の寄進を受けている。
寛文4年（1664年）に八戸藩が成立すると、法霊大明神を本丸内より現在地に遷座して規模拡張を行い、藩神と崇めて御領内総鎮守とした。
江戸中期の享保5年（1720年）、法霊社に祈願した結果豊作に恵まれたことへの感謝として、翌6年に法霊社の神輿を長者山虚空蔵堂（現長者山新羅神社）へ渡御して2日後に還御するという神事が執り行われた。この神事が現在の八戸三社大祭のはじまりである。
八戸藩政期は藩主の祈願所として城内二の丸に鎮座していたので、藩主の居城が近いなどの理由から一般の領民が参拝できる神社ではなかったが、法霊社祭礼（現在の八戸三社大祭）の際は午前8時から午後4時までの間だけ一般領民の参拝が許され、境内は行楽を兼ねて弁当を持参した参拝者で賑わったという記録が書かれている（法霊御神事諸事覚）。
現在は内丸という住所からもわかるように、藩政期時代から鎮座している八戸城二の丸内跡にそのまま鎮座している。そのため古くから城下で商いを敷いていた老舗商家をはじめ大手を含む企業の崇敬者が多く、龗神社は大手企業以外は相手にしないなどと揶揄されることもあるが、実際は他の神社と同じく個人も含め誰でも通常通りの参拝が可能である。

## 本殿・幣殿・拝殿
現在の本殿は、約190年前に大名南部家より寄進されたものであるが、その前までは現在神楽殿となっている建物が本殿であった。当時現在の三八城公園あたりにあった法霊社が遷座するにあたり、現在地まで丸太などを転がしながら牽引してきたと言われている。
現本殿は造りが特徴的で、本殿階最上段大床に出ると外に出る扉があり、その扉を開けて一度回廊に出て、外陣東側の扉から外陣内に入るという形式である。しかしながら外陣正面にも御扉はあり開扉可能であるが、御鍵がなく、御鍵は外陣東側の外に取り付けられているという不思議な構造になっている。
拝殿も現本殿と同時期に南部家より寄進された建物である。
社殿全体は権現造の様式で、入母屋造の本殿と流造の屋根がかけられた拝殿の間に石の間（幣殿）が存在するという形式となっているが、昭和期にこの幣殿に覆いがかけられ、3殿全てが室内でつながっているという造りになっている。

## 義経北行伝説
法霊山龗神社は、源義経は平泉で死なずに北へ逃亡したという、所謂「義経北行伝説」の舞台でもある。
義経の北の方（正室）である久我大臣の姫は、義経北行の際に同行しており、その北の方が亡くなって葬られたのが龗神社だと言われている。その北の方が使っていたという手鏡が現在も所蔵されている。
また、医師が老人の先祖の話を書き取ったとされる『類家稲荷大明神縁起』という古文書が所蔵されており（現在は八戸市立図書館が保存・管理）、平泉を脱出した義経一行が八戸に到着し、滞在した経緯が記されている。

## 祭祀
| 1月  | 1日        | 歳旦祭                     |              |
| 5月  | 5日        | 祈年祭（春祭）             |              |
| 5月  | 第二土曜日 | 神楽祭 前夜祭              | 法霊神楽祭   |
| 5月  | 翌日曜日   | 神楽祭 本祭                | 法霊神楽祭   |
| 6月  | 30日       | 夏越大祓                   |              |
| 7月  | 31日       | 前夜祭祭典                 | 八戸三社大祭 |
| 8月  | 1日        | 郷内半巡発御祭（御通り）   | 八戸三社大祭 |
| 8月  | 2日        | 中日例祭                   | 八戸三社大祭 |
| 8月  | 3日        | 郷内半巡還御祭（御還り）   | 八戸三社大祭 |
| 8月  | 4日        | 後夜祭                     | 八戸三社大祭 |
| 9月  | 2日        | 例大祭(三社大祭終了奉告祭) | 八戸三社大祭 |
| 11月 | 15日       | 七五三詣                   |              |
| 11月 | 16日       | 神楽年越祭                 |              |
| 11月 | 23日       | 新嘗祭                     |              |
| 12月 | 31日       | 晦日大祓                   |              |

### 八戸三社大祭
享保6年（1721年）に行われた長者山虚空蔵堂（新羅神社）への神輿渡御に始まる。その後明治17年（1884年）から新羅神社との2社祭礼となり、その5年後に神明宮が加わり、現在の形となった。平成16年（2004年）に国の重要無形民俗文化財に指定されている。

### 法霊神楽祭
5月第2土曜日とその翌日曜日に法霊神楽（ほうりょうかぐら）を奉納する祭。法霊神楽は山伏の奉納した神楽に起源を持つが、現行のものは戦後に地元の青年が旧八戸藩領であった九戸郡から八戸市内にかけて伝わっていた江刺家手という舞い方と太鼓の打ち方を伝習したもの。演目は権現舞（ごんげんまい）や山の神、曲芸風の杵舞（きねまい）や剣舞（つるぎまい）等があり、また、八戸地方での伝承のない早池峰神楽（岩手県）の演目である八幡舞（はちまんまい）が演じられるのは特徴とされる。獅子頭をかぶった数人の舞い手が「一斉歯打ち（いっせいはうち）」という一斉に獅子頭の歯を打ち鳴らす権現舞が中心演目で、杵舞では舞い手が杵を回したり立てて乗ったりする。鳥舞では雌雄の鶏形の烏帽子をかぶった2人が扇と錫杖で悪霊を鎮める所作をする。なお、法霊神楽は神楽祭の他にも小正月（1月15日）に春祈祷（はるきとう）と称して舞われ、八戸三社大祭でも龗神社の神輿に供奉して一斉歯打ちを演じたりする。

## 神職家にのみ伝わる法霊明神の由緒
龗神社歴代の神職は、曾我兄弟の仇討ちで討ち取られた工藤祐経の縁者にあたる工藤祐道末裔の坂本氏で、昭和期には龗神社の他、長者山新羅神社や三八城神社、櫛引八幡宮などの宮司を兼務していたこともある。
2020年元日現在の宮司で31代目になり、その始まりは平安後期頃からであると言われている。また、坂本家7代目の法霊は法霊明神として龗神社の主祭神の一柱に数えられているが、現神職社家の先祖になるため、代々一家系にて先祖の神を祀っているという事になる。
この神職家には、一般に伝わる法霊の由緒とは全く異なる由緒が口伝で伝わっている。
一般的に伝わり、書籍などにも掲載されている法霊明神の由緒としては、八戸の民に乞われて雨乞祈祷を執り行い、それでも雨が降らなかったため自ら身投げをして雨を降らせ、その感謝を込めて法霊の御霊を法霊明神として祀ったとある。しかし神職家に真実の由緒として伝わっているのは、法霊の怨霊神としての歴史となっている。
法霊は、修験道の修行の旅の終着点として八戸の地を選び、定住して家族を持ち神仏の道をもって地域に根差していたそうである。ある時日照りに悩む八戸の民より雨乞祈祷を願われ、3日間に渡る祈願を行ったにもかかわらずその功を得ず降雨は叶わなかった。八戸の人々はひどく落胆し法霊を責め、挙句には殺害してその身柄を沼に投げ捨てたところ、とたんに激しい雷雨に見舞われたため、これを法霊の祟りと心から恐れた八戸の民は、怨霊鎮めのために法霊明神として三崎社に祀り、その子孫によって怨霊を封じるために神職としたそうである。それが現在でも法霊の子孫が神職につく理由となっているそうで、この理由から、龗神社では他家からの神職を一切入れることをしないとされている。
このような経緯から、その後も八戸の民は強い罪悪感や後ろめたさを抱え、法霊明神を八戸にとっての特別な神と崇め祀る事でその怨念から逃れようとしていたものが、時代とともに変遷して八戸の総鎮守神とされ篤い崇敬を集める事になってきたとされている。
この由緒は一般には公開されていないが、龗神社神職の名刺裏に非公開口伝の御由緒として記載されており、名刺交換をした人のみが知り得るものとなっている(2020年6月9日名刺交換により確認)。

## 神社に関わる問題

### 八戸三社大祭運行ルート問題
現在の八戸三社大祭は、行列の運行ルートが観光用に計画されたものとなり、歴史を踏襲したものではなく、歴史的意味はない。2003年に祭りが国の重要無形民俗文化財に指定されたのを受け、2004年は1年限りの約束で全神社全山車組が変更ルートを運行したが、2005年も約束を反故にして変更ルートを計画した実行委員会やコンベンション協会に対して当時のおがみ神社宮司が猛反発、神事の意味を軽視する運行ルート変更は許容できるものではないとし、それからはおがみ神社の神社行列のみが伝統ルートを運行するという事態に発展している。
それ以降現在でもこの問題解決していないが、全国的に歴史的価値の向上が観光戦略の成功を収めている中にあって、八戸では何故か、伝統を守るか、または伝統をある程度捨てて観光効果をとるかという、他ではあまり見られない切り口で議論されている。
しかしこの背景には、全国でも有数の不景気都市となっている八戸の経済状況が反映していると考えられ、80億円超と言われる八戸地方最大の経済効果を生み出すこの祭りにかける期待の大きさがうかがえる。

### 法霊神楽女性参加問題
法霊神楽（法霊大権現）は、おがみ神社の重要な伝統的神事とされ、青森県の無形民俗文化財に指定されている中にありながら、ここ数年参加者の中に女性がいることを問題にして神社に苦情を寄せるケースが発生していることが話題になっている。法霊神楽は山伏神楽であるが、山伏は女人禁制にもかかわらず女性に権現舞を行わせたり烏帽子をかぶった女性が登場するなど、山伏文化が女人禁制である本来の理由などを考慮しない文化破壊に繋がっているとの指摘がある。

## 文化財
（括弧内は指定の種別と年月日）

### 重要無形民俗文化財（国指定）
- 八戸三社大祭の山車行事（平成16年2月6日）

### 青森県指定文化財
- 法霊神楽（無形民俗文化財、昭和61年（1986年）2月4日）[5]

### 八戸市指定文化財
- 万年暦（歴史資料、昭和48年（1973年）1月24日指定、文化9年（1812年）奉納）[9]

### その他の文化財
- 法霊縁起　1巻
- 古鏡2面（1面は南宋時代の作、1面は鎌倉時代の作）
- 太刀脇差
  - 備前長船清光作
  - 和州出羽大塚文殊包重作
  - 勢州桑名住村正作
  - 相州住正広作
- 御輿及び戸張（寛政7年（1795年）八戸藩主南部信真奉納）
- 宝剣（鉾先）（享保6年渡輿式の際のもの）[9]
- 白熊毛長柄（八戸藩主南部信順奉納）
- 火縄銃（享保年間（1716 - 36年））
- 城中大広間太鼓（天保14年（1843年））
- 山車人形及び屋台
  - 武田信玄（河内屋奉納）[9]
  - 太公望（近江屋奉納）[9]